# Вальдивія (річка)

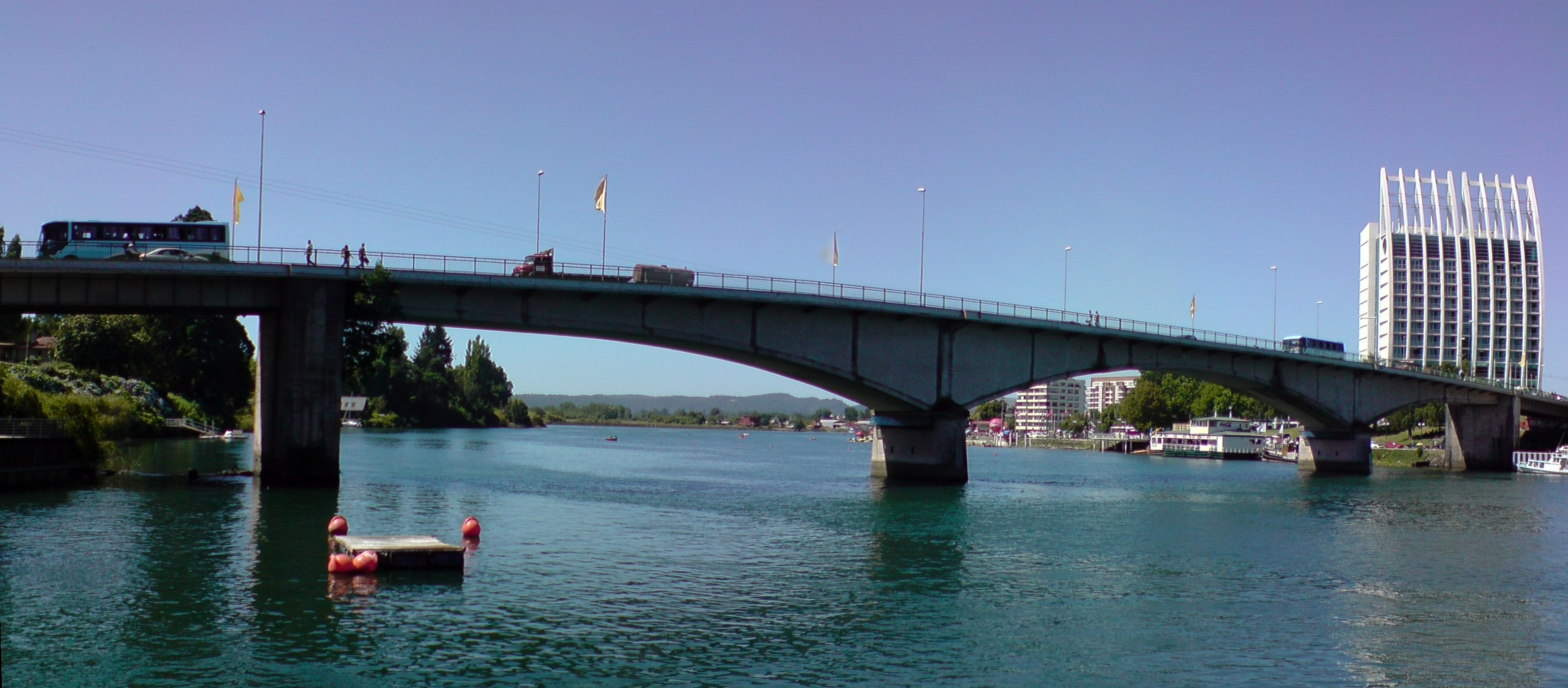
Вигляд на міст Педро (Вальдивія)

Вальдивія (ісп. Río Valdivia) — коротка річка біля узбережжя Чилі у XIV регіоні Лос-Ріос. Довжина - 15 км. Площа басейну — 10275 км. Площадь бассейна — 10275 км².
Виток знаходиться в місті Вальдивія в місці злиття рік Кальє-Кальє і Кау-Кау на схід від острова Теха. Острів Теха з'єднується з берегом мостом Педро. Нижче за течією на південь від острова Теха до Вальдивії впадає Крусес. Дехто вважає, що саме злиття з річкою Крусес дає початок Вальдивії.
Нижче за течією до Вальдивії впадають річки Естансилья, Кутіпай і Торнагалеонес. Далі Вальдивія впадає в тихоокеанську затока Корраль.
Річка судноплавна, хоча рух водного транспорту не відрізняється інтенсивністю. Рівень води в річці коливається разом з морськими припливами і відливами.
На річці проводяться тренування зі спортивного веслування.